# Зваричук Іван Федорович
Зваричук Іван Федорович (*10 листопада 1896, Біла Церква — †після 1973) — військовий і громадський діяч, ад'ютант Генерального штабу Армії УНР, квартирмейстер Підляської бригади Війська Польського; сотник Армії УНР, ротмістр (за іншими даними — майор) кавалерії Війська Польського.

## Біографія
Закінчив Білоцерківську гімназію (1905-1914), 1-й курс правничого факультету Київського університету Святого Володимира (1915- лютий 1916), Єлисаветградське юнкерське училище кінноти (1917) і лісовий відділ агрономічно-лісового факультету Української Господарської академії в Подєбрадах (11 квітня 1927).
В Армії УНР з кінця 1917 року. Інтернований у табір Стшалкова, де став членом Студентської громади. Гарно танцював і ввічливо поводився на подєбрадських вечірках, тому організатори радо запрошували його і на наступні вечірки.
Перебував на контрактовій службі у Війську Польському. 1938 року прийнятий до Вищої військової школи у Варшаві, а згідно з твердженням дослідника Вальдемара Резмера — закінчив її 1938 року (стаття «Позиція і участь українців у німецько-польській кампанії 1939 р.»).
Фінансово допомагав колишнім воякам Армії УНР, які навчались у вищих школах Чехословаччини.
За твердженням дослідника з Польщі Олександра Колянчука, Іван Зваричук загинув 13 вересня 1939, обороняючи Польщу від німців. Але спогади Якова Гальчевського заперечують це. У «Листі таборян-полонених (українців) у Люкенвальде з дня 25.ХІ.39», опублікованому у спогадах Якова Гальчевського, під ч. 7 зазначено «сотник Зварійчук Іван».
1952 року переїхав з Німеччини до США.
Нагороджений Хрестом Симона Петлюри.